# GR-11

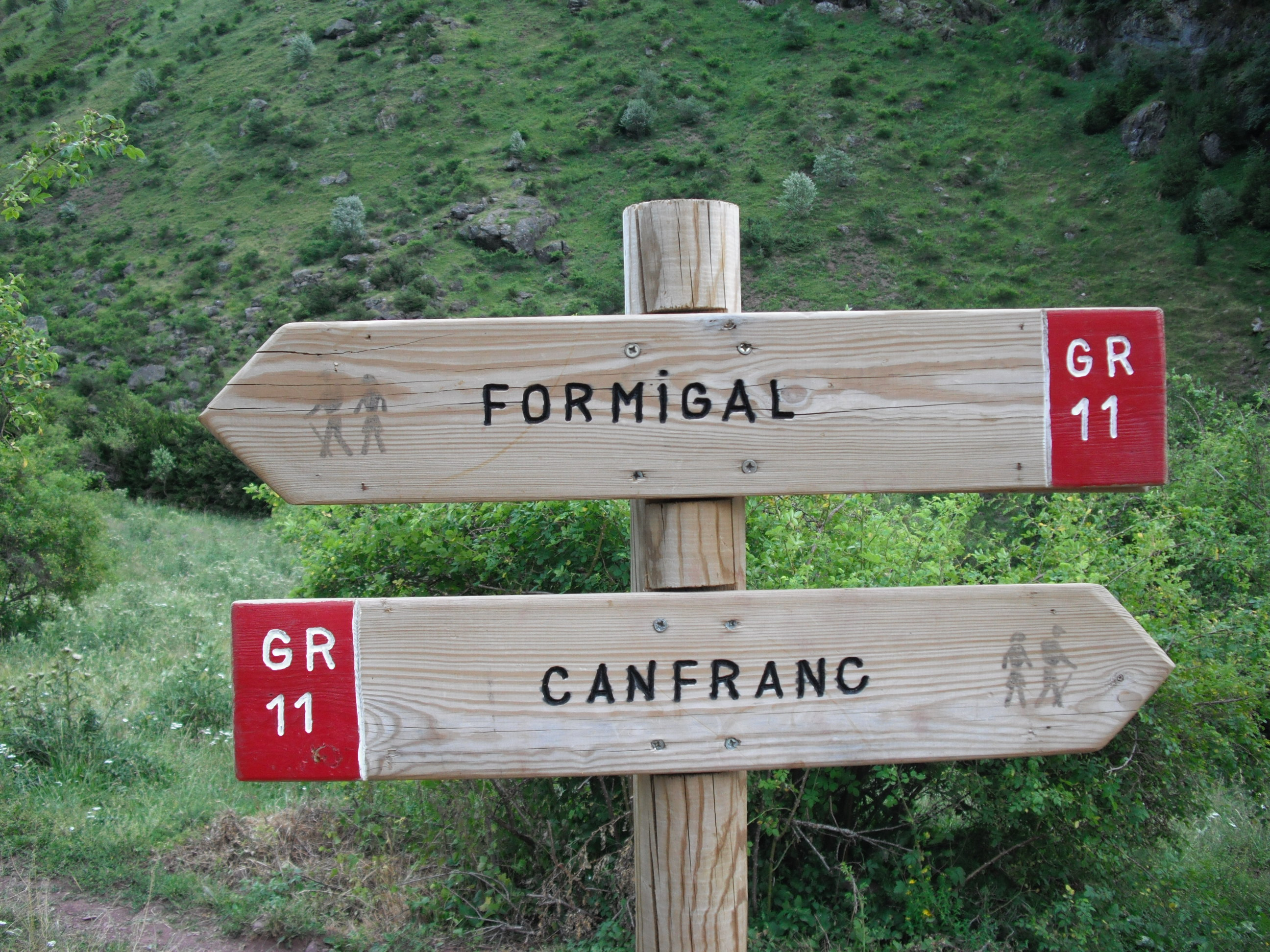
Marca del GR-11.

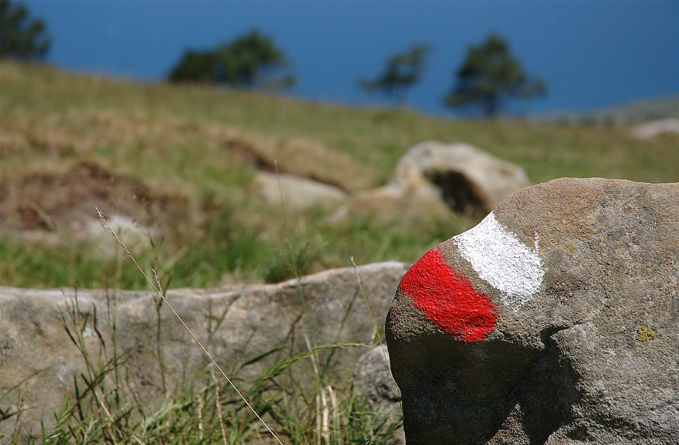
Primeras marcas del GR en Fuenterrabía.

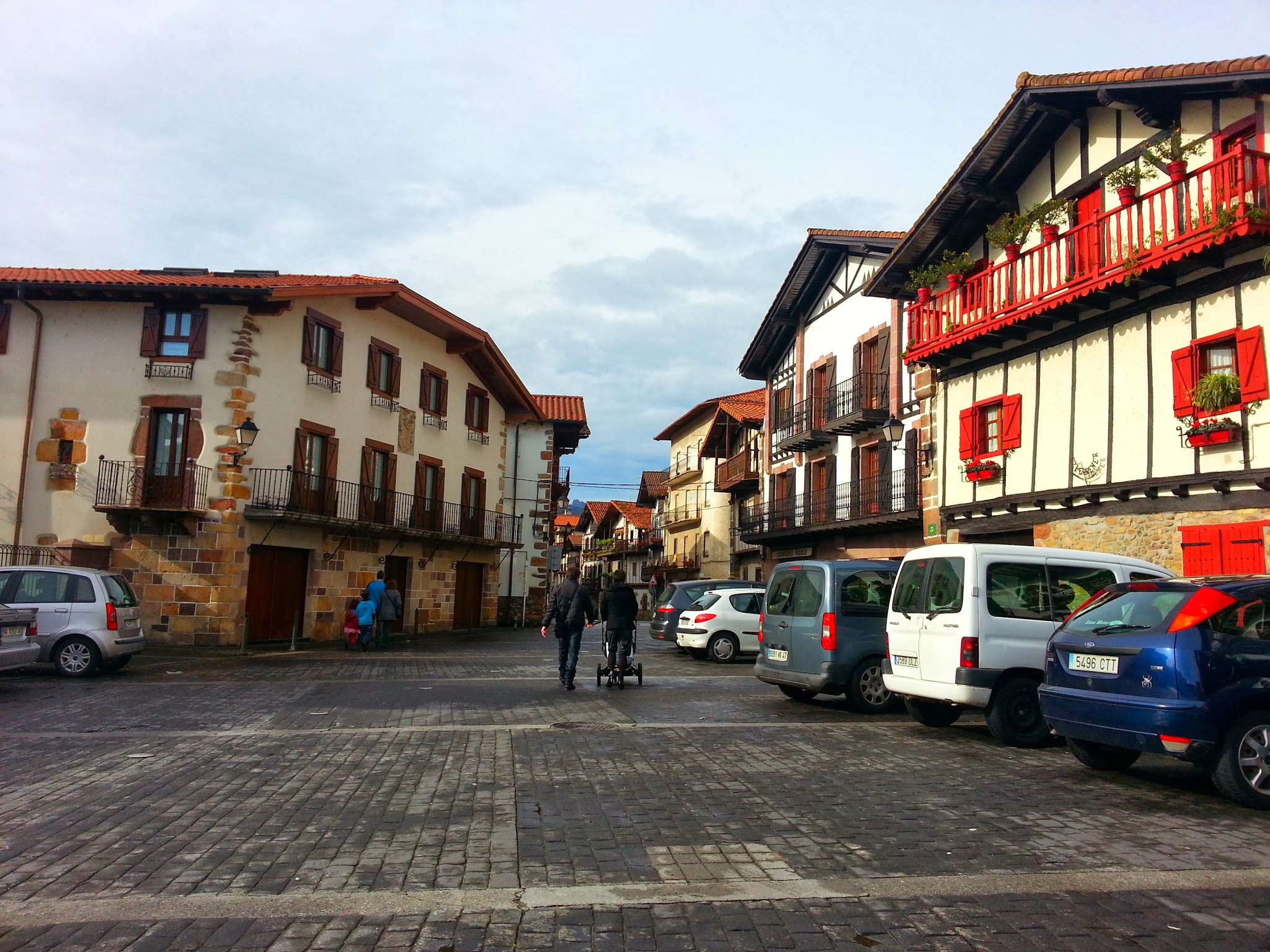
Bera de Bidasoa, final de la 1.ª etapa.

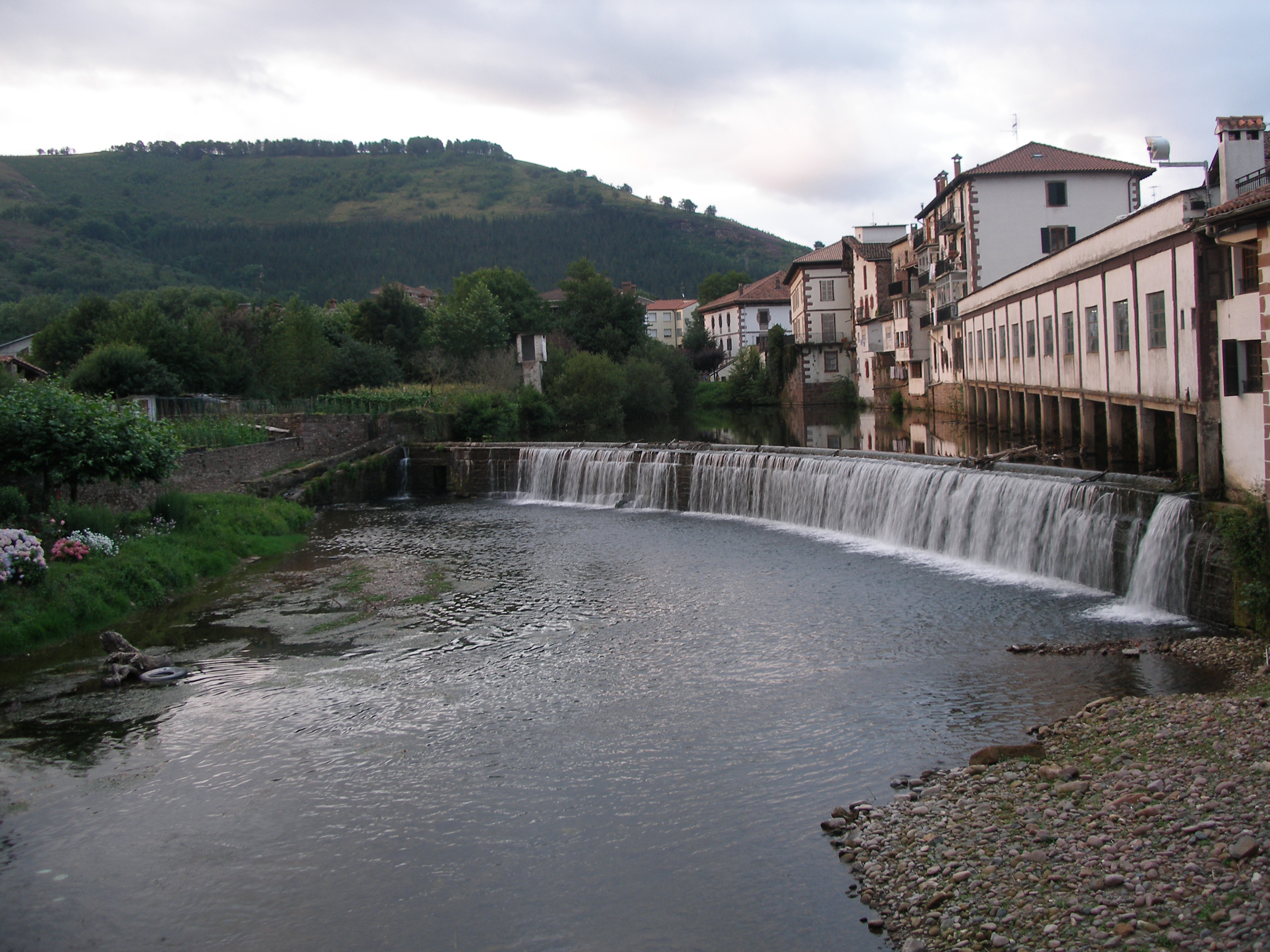
Elizondo, fin de la 2.ª etapa.

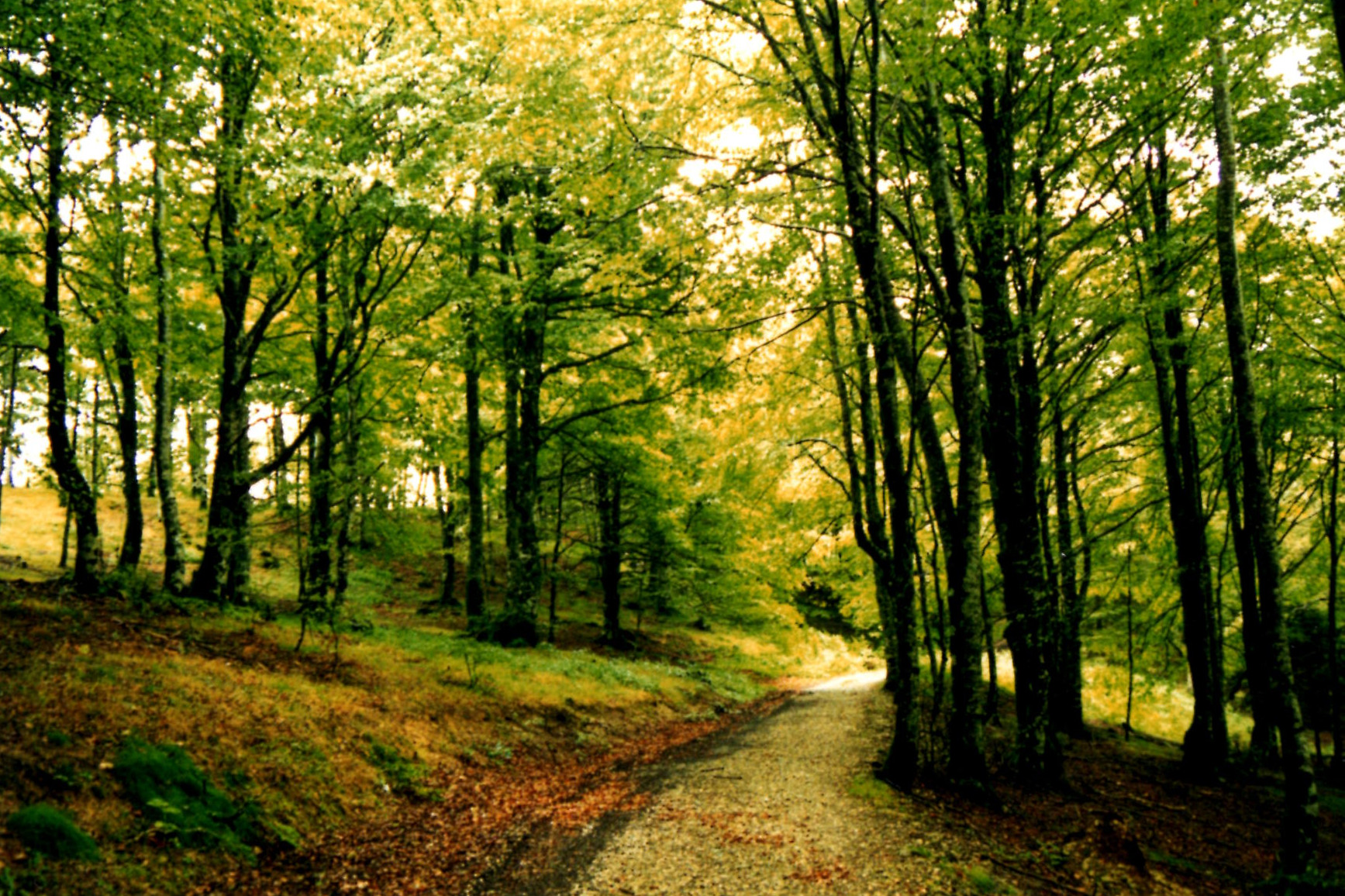
Alto de Urkiaga. Fin de la 3ª etapa.

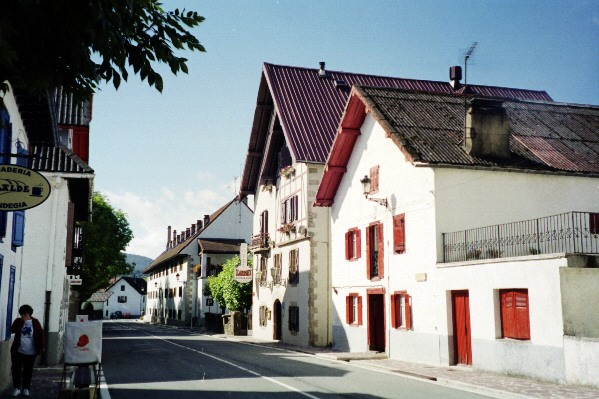
Calle principal de Burguete, final de la 4º etapa.

El GR-11, también conocido como Senda Pirenaica, es un sendero de Gran Recorrido que cruza todo el Pirineo español de Oeste a Este adentrándose unos tramos en Andorra. Sale del cabo Higuer en el mar Cantábrico, y llega hasta el cabo de Creus en el mar Mediterráneo. 

## Etapa 1: Higuer-Bera
|  | Localidad      | Distancia | Tiempo | Provincia              |  | Localidad       | Distancia | Tiempo | Provincia |  |
|  | -------------- | --------- | ------ | ---------------------- |  | --------------- | --------- | ------ | --------- |  |
|  | Cabo de Higuer | 0,0 km    | 0h 00  | Guipúzcoa (País Vasco) |  | San Martzial    | 10,8 km   | 2h 45  | Guipúzcoa |  |
|  | Fuenterrabía   | 3,0 km    | 0h 38  | Guipúzcoa (País Vasco) |  | Endara          | 21,6 km   | 5h 00  | Navarra   |  |
|  | Irún           | 7,9 km    | 1h 41  | Guipúzcoa (País Vasco) |  | Vera de Bidasoa | 31,6 km   | 7h 30  | Navarra   |  |

## Etapa 2: Bera-Elizondo
|  | Localidad  | Distancia | Tiempo | Provincia                  |  | Localidad | Distancia | Tiempo | Provincia                  |  |
|  | ---------- | --------- | ------ | -------------------------- |  | --------- | --------- | ------ | -------------------------- |  |
|  | Bera       | 0,0 km    | 0h 00  | Comunidad Foral de Navarra |  | Atxuela   | 22,3 km   | 5h 50  | Comunidad Foral de Navarra |  |
|  | Lizarrieta | 8,2 km    | 1h 40  | Comunidad Foral de Navarra |  | Bagordi   | 25,9 km   | 7h 00  | Comunidad Foral de Navarra |  |
|  | Urtsumaitz | 16,2 km   | 4h 20  | Comunidad Foral de Navarra |  | Elizondo  | 29,6 km   | 7h 55  | Comunidad Foral de Navarra |  |

## Etapa 3: Elizondo-Urkiaga

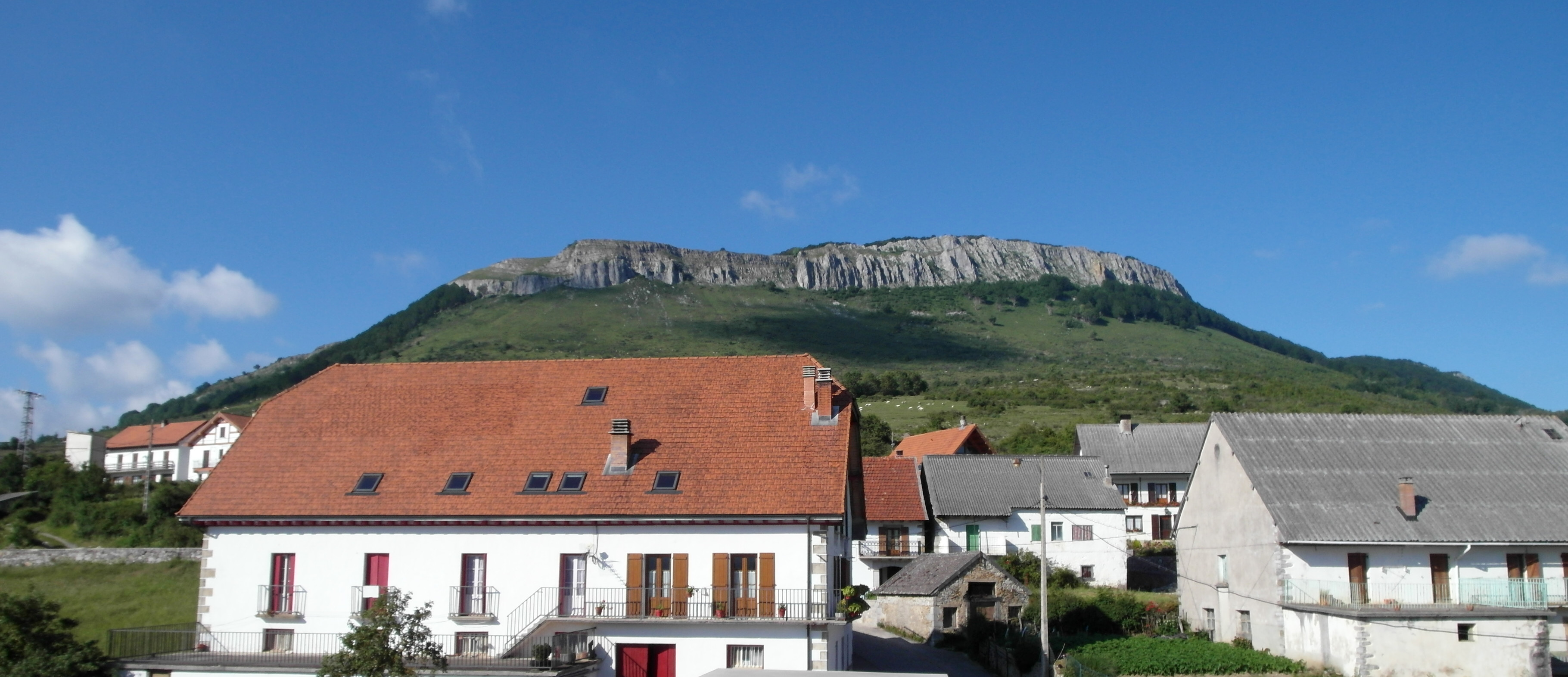
Hiriberri/Villanueva. Final de la 5º etapa.

|  | Localidad   | Distancia | Tiempo | Provincia                  |  | Localidad  | Distancia | Tiempo | Provincia                  |  |
|  | ----------- | --------- | ------ | -------------------------- |  | ---------- | --------- | ------ | -------------------------- |  |
|  | Elizondo    | 0,0 km    | 0h 00  | Comunidad Foral de Navarra |  | Kinto      | 11,6 km   | 3h 35  | Comunidad Foral de Navarra |  |
|  | Jaimesaltsu | 2,6 km    | 0h 50  | Comunidad Foral de Navarra |  | Buztamorro | 14,3 km   | 4h 20  | Comunidad Foral de Navarra |  |
|  | Urbillo     | 7,4 km    | 2h 20  | Comunidad Foral de Navarra |  | Urkiaga    | 17,9 km   | 5h 20  | Comunidad Foral de Navarra |  |

## Etapa 4: Urkiaga-Burguete

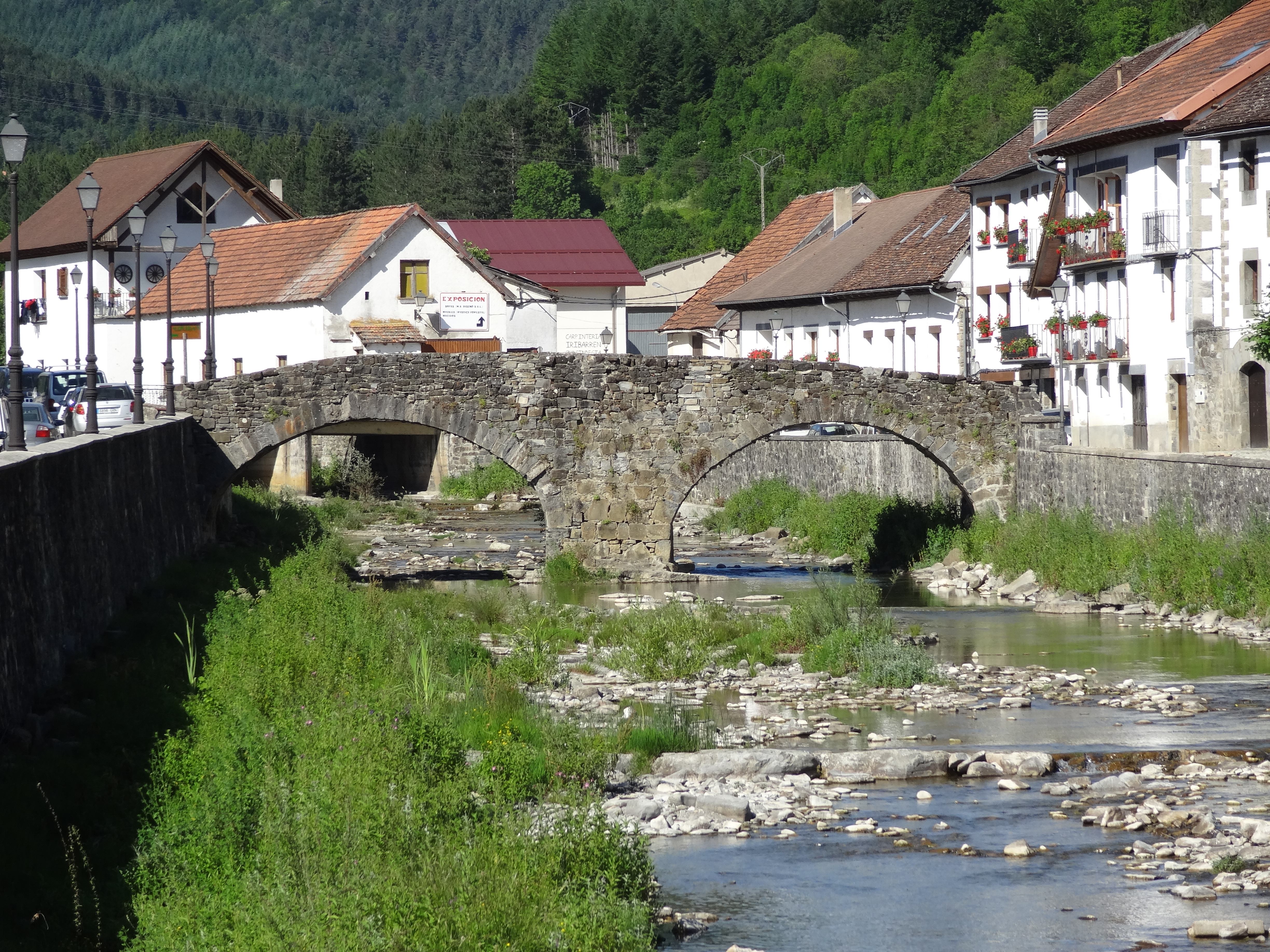
Ochagavía, calle principal. Fin de la 6º etapa.

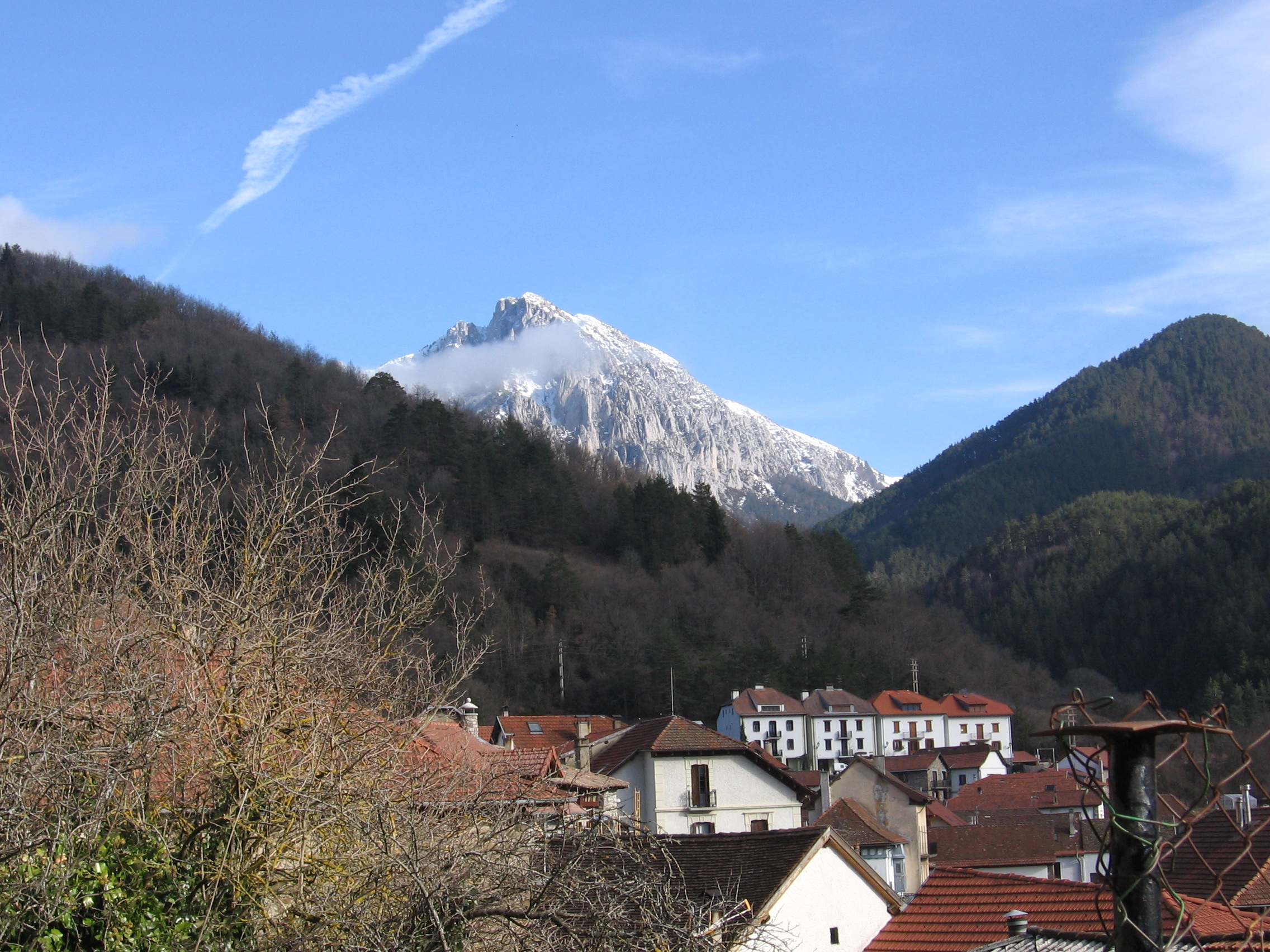
Isaba, final de la 7.ª etapa, la última en Navarra.

|  | Localidad   | Distancia | Tiempo | Provincia                  |  | Localidad    | Distancia | Tiempo | Provincia                  |  |
|  | ----------- | --------- | ------ | -------------------------- |  | ------------ | --------- | ------ | -------------------------- |  |
|  | Urkiaga     | 0,0 km    | 0h 00  | Comunidad Foral de Navarra |  | Lindux       | 10,7 km   | 3h 30  | Comunidad Foral de Navarra |  |
|  | Quinto Real | 0,1 km    | 0h 01  | Comunidad Foral de Navarra |  | Roncesvalles | 15,2 km   | 4h 27  | Comunidad Foral de Navarra |  |
|  | Sorogain    | 7,4 km    | 2h 10  | Comunidad Foral de Navarra |  | Burguete     | 17,5 km   | 5h 05  | Comunidad Foral de Navarra |  |

## Etapa 5: Burguete-Hiriberri/Villanueva
|  | Localidad  | Distancia | Tiempo | Provincia                  |  | Localidad            | Distancia | Tiempo | Provincia                  |  |
|  | ---------- | --------- | ------ | -------------------------- |  | -------------------- | --------- | ------ | -------------------------- |  |
|  | Burguete   | 0,0 km    | 0h 00  | Comunidad Foral de Navarra |  | Latxaga              | 9,3 km    | 2h 20  | Comunidad Foral de Navarra |  |
|  | Nabala     | 4,8 km    | 1h 15  | Comunidad Foral de Navarra |  | Orbara               | 13,8 km   | 3h 45  | Comunidad Foral de Navarra |  |
|  | Usategieta | 7,2 km    | 1h 40  | Comunidad Foral de Navarra |  | Hiriberri/Villanueva | 17,2 km   | 4h 45  | Comunidad Foral de Navarra |  |

## Etapa 6: Hiriberri/Villanueva-Ochagavía
|  | Localidad            | Distancia | Tiempo | Provincia                  |  | Localidad | Distancia | Tiempo | Provincia                  |  |
|  | -------------------- | --------- | ------ | -------------------------- |  | --------- | --------- | ------ | -------------------------- |  |
|  | Hiriberri/Villanueva | 0,0 km    | 0h 00  | Comunidad Foral de Navarra |  | Alforjas  | 12,6 km   | 3h 45  | Comunidad Foral de Navarra |  |
|  | Ollokiate            | 3,2 km    | 1h 10  | Comunidad Foral de Navarra |  | Muskilda  | 18,9 km   | 5h 10  | Comunidad Foral de Navarra |  |
|  | Tapla                | 9,6 km    | 3h 05  | Comunidad Foral de Navarra |  | Ochagavía | 20,6 km   | 5h 45  | Comunidad Foral de Navarra |  |

## Etapa 7: Ochagavía-Isaba
|  | Localidad | Distancia | Tiempo | Provincia                  |  | Localidad   | Distancia | Tiempo | Provincia                  |  |
|  | --------- | --------- | ------ | -------------------------- |  | ----------- | --------- | ------ | -------------------------- |  |
|  | Ochagavía | 0,0 km    | 0h 00  | Comunidad Foral de Navarra |  | Millingrate | 15,4 km   | 3h 40  | Comunidad Foral de Navarra |  |
|  | Zotrapea  | 11,4 km   | 2h 35  | Comunidad Foral de Navarra |  | Isaba       | 21,1 km   | 5h 25  | Comunidad Foral de Navarra |  |

## Etapa 8: Isaba-Zuriza
|  | Localidad  | Distancia | Tiempo | Provincia                  |  | Localidad              | Distancia | Tiempo | Provincia |  |
|  | ---------- | --------- | ------ | -------------------------- |  | ---------------------- | --------- | ------ | --------- |  |
|  | Isaba      | 0,0 km    | 0h 00  | Comunidad Foral de Navarra |  | Puerto de los Navarros | 9,6 km    | 2h 40  | Navarra   |  |
|  | Belabartze | 4,6 km    | 1h 35  | Comunidad Foral de Navarra |  | Zuriza                 | 11,2 km   | 3h 00  | Huesca    |  |

## Tramo aragonés

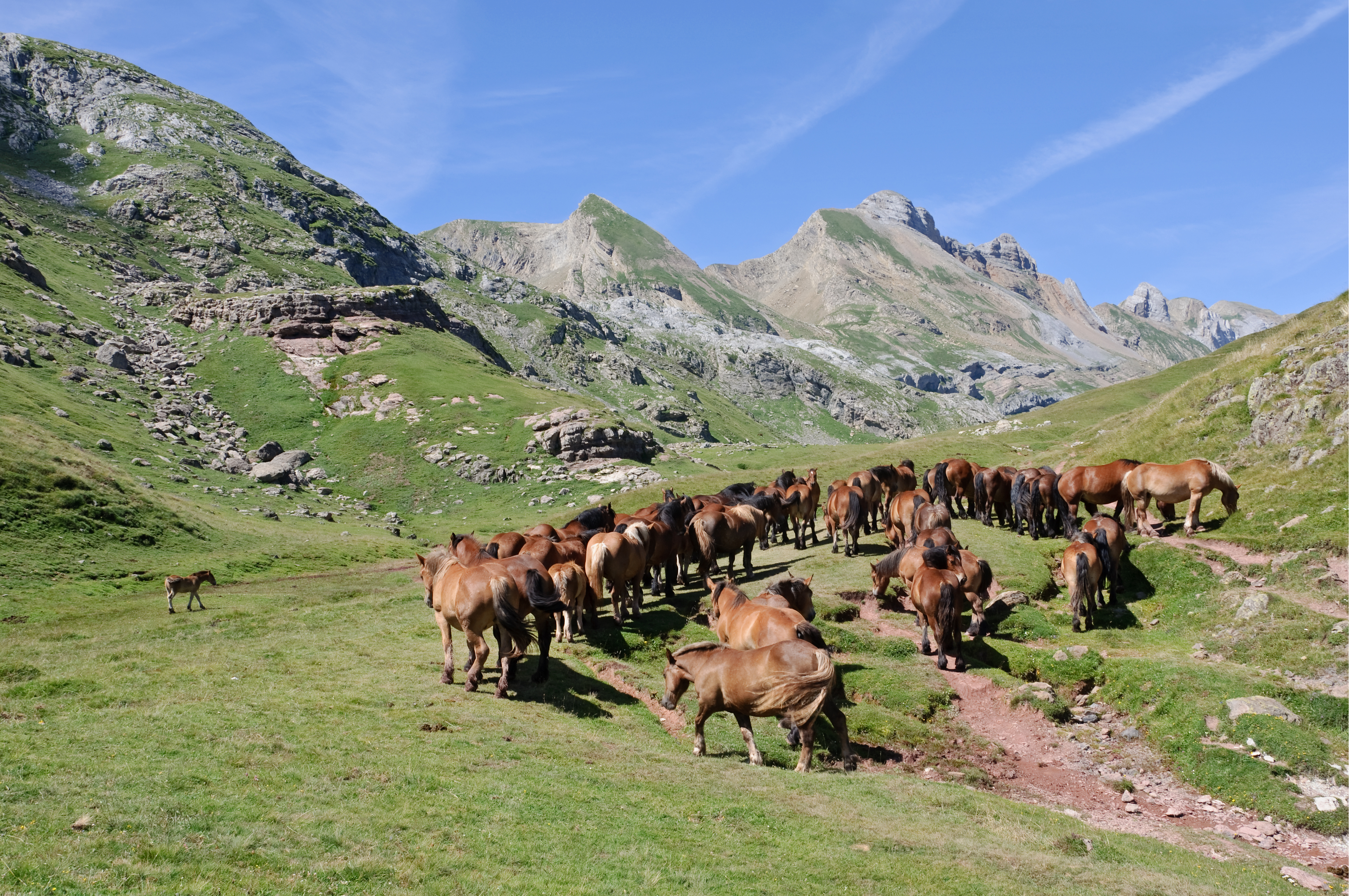
Manada de caballos en los pastos de montaña de verano en los Pirineos, cerca del lago de Estaens (Ibón de Estanés).

Zuriza - Refugio de Tacheras - Collado de Petraficha - Refugio de la Mina - Aguas Tuertas - Puerto de Escalé - Ibón de Estanés - Candanchú - Canal Roya - Refugio de Lacuas - Ibones de Anayet - Formigal - Sallent de Gállego - La Sarra - Respomuso - Collado de Tebarray - Collado de los Picos del Infierno - Embalse bajo de Bachimaña - Balneario de Panticosa - Embalse superior de Brazato - Collado de Brazato - Río Ara - Refugio de Ordiso - San Nicolás de Bujaruelo - Puente de los Navarros - Aparcamiento de Ordesa - Circo de Soaso - Refugio de Góriz - Collado de Arrablo - Fuen Blanca - Collado de Añisclo - Circo de Pineta - La Larri - Collado de Piedramula - Río Real - Chisagüés – Parzán - C.E. de Urdiceto - Paso de los Caballos - Bordas de Lizier - Es Plans - Refugio de Biadós - Añes Cruces - Puerto de Chistau - Refugio de Estós - Santa Ana - Puente de S. Jaime - Plan de Senarta - Refugio del Puente de Coronas - Collado de Ballibierna - Colladeta de Ríu Bueno - Ibón d'Angliós - Puente de Salenques

## Tramo catalán I
Salenques - Hospital de Viella - Puerto de Rius - Lagos Tort, Rius y de Mar - Puerto de Ratera Montardo - Parque nacional de Aigüestortes y Lago de San Mauricio – Espot - La Guingueta - Tavascan - Vall Ferrera - Puerto de Baiau

## Tramo andorrano

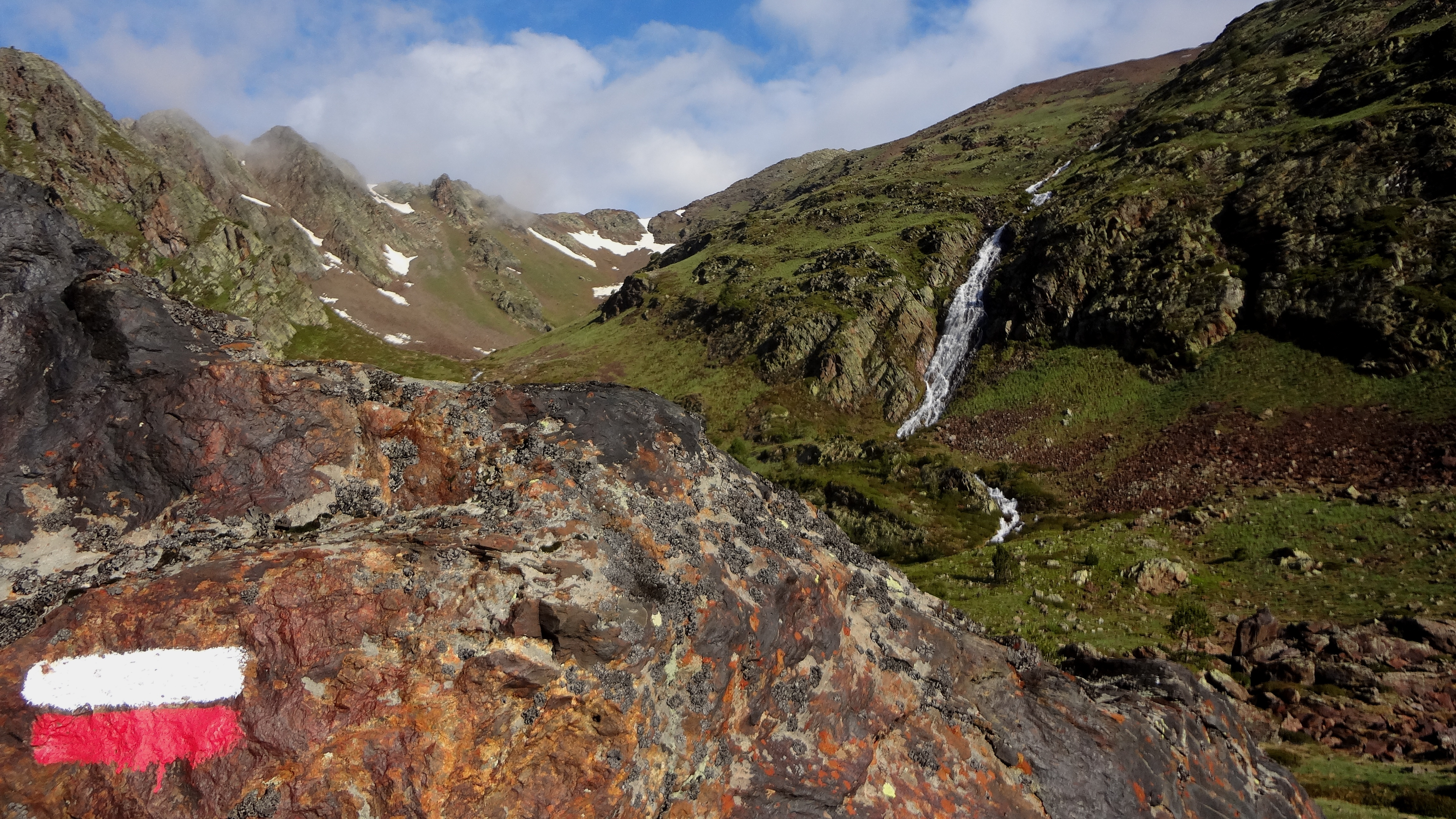
Ascenso al Comapedrosa

Lago Negre – Comapedrosa - Arinsal - Collado de les Cases - Arans - Pico de Sorovilles - Castillo dels Moros - Collado de Ordino - Encamp - Lago de Engolasters - Ràmio - Estall Serrer - Refugio y lago de l'Illa - Vall Cibera - Cabaña dels Esparvers

## Tramo catalán II
Cabaña dels Esparvers - Lagos de Meranges - Puigcerdá - Collado de Toses – Planolas – Queralbs – Nuria - Collado de la Marrana – Setcases – Molló – Beget – Talaixà - Bassegoda – Albañá - La Bajol - La Junquera - San Quirico de Colera - Llansá - San Pedro de Roda - Cabo de Creus.